# Kyyjärvi
Kyyjärvi is een gemeente in de Finse provincie West-Finland en in de Finse regio Centraal-Finland. De gemeente heeft een landoppervlakte van 448,18 km² en telt 1.196 inwoners (2022).